# 李好問
李好問（1542年—？），字宗舜，號中斋，河南汝州魯山縣人，民籍，明朝政治人物、進士出身。

## 生平
隆庆元年（1567年）丁卯科河南鄉試第五十一名，隆庆五年辛未科會試第二百二十六名，未殿试，萬曆二年（1574年）甲戌科登三甲第一百四十三名進士。吏部觀政，授黄州府推官。萬曆八年（1580年）官徽州府掌印同知。

## 家族
曾祖父李友；祖父李華；父李昂，曾任義官。母孫氏；繼母張氏。慈侍下。弟好察、好節。